# Trieces genalis
Trieces genalis är en stekelart som beskrevs av Valentina I. Tolkanitz 1995. Trieces genalis ingår i släktet Trieces och familjen brokparasitsteklar. Inga underarter finns listade i Catalogue of Life.